# Jaroslav Kopecký
Jaroslav Kopecký (21. dubna 1924 Sebranice? – 21. srpna 2014 Litomyšl) byl český salesiánský kněz, po 13 let byl šéfredaktorem řádového periodika Salesiánský magazín. Za komunistického režimu pracoval na stavbách přehrad, později byl odsouzen za podvracení republiky a pracoval v dolech při těžbě uranu.

## Život
Byl nejstarší z osmi dětí, ze kterých se pět rozhodlo pro zasvěcený život. Jeho sestra Regina vstoupila do řádu voršilek, další dvě sestry Jiřina a Ivana se staly řádovými sestrami cyrilkami na Velehradě. Jeho bratr Josef je rovněž salesiánem.[zdroj?]
Na základní školu chodil v Sebranicích, od 5. třídy chodil denně pěšky asi šest km do měšťanské školy do Poličky. Do noviciátu k salesiánům vstoupil v srpnu 1942, když mu bylo 18 let. Bohosloví studoval v cisterciáckém klášteře v Oseku. V noci ze 13. na 14. dubna 1950 vtrhla do kláštera StB – bohoslovce odvezla a poté bez soudu poslala pracovat na stavbu Klíčavské přehrady na Kladensku. Žili v dřevěných lágrech bez teplé vody, po 10 na pokojích, a pracovali ve 12hodinových směnách. „V porovnání s tím, co jsem prožíval později, to byla relativní pohoda,“ uvedl Kopecký. Po dokončení Klíčavy byl přeřazen na stavbu Křimovské přehrady na Chomutovsku.
Na podzim roku 1956 jej spolu s dalšími třemi knězi zatkli. Ve vyšetřovací vazbě v Litoměřicích pak strávil čtyři měsíce, během nichž sice nebyl vystaven bití a fyzickému trýznění, zato psychického teroru zažíval podle vlastních slov „do sytosti“. Nakonec byl za maření dozoru nad
církvemi a podvracení republiky odsouzen k dvouletému trestu odnětí svobody. Byl převezen k práci do uranových dolů.
Kněžské svěcení mu 7. ledna 1961 tajně udělil biskup Štěpán Trochta. Tajné bylo tedy i kněžské působení P. Kopeckého – věnoval se zejména práci s mládeží, spolupořádal tábory zvané salesiánské chaloupky. Před sametovou revolucí žil v Praze, v roce 1991 se vrátil do Sebranic. V únoru 2013 utrpěl mozkovou mrtvici, zemřel následujícího roku ve věku 90 let.[zdroj?]
| „                               | Stále neodbytněji cítím, že světlo lampy slábne, že se blížím ke konci své pozemské cesty... Denně posiluji svou víru, že tato cesta nekončí pádem do propasti nicoty, ale pádem do otevřené náruče Boží. | “ |
| — Jaroslav Kopecký, květen 2014 | |   |